# バリー (テレビドラマ)
『バリー』(Barry) はAlec Bergとビル・ヘイダーによって創作されたアメリカ合衆国のブラックコメディ・テレビドラマシリーズである。

## 概要
元海兵隊員で孤独に悩む殺し屋バリー・バークマンが成り行きで演劇界に身を投じ、俳優たち、ギャング、警察官たちと関わっていく。
ヘイダーは、ロサンゼルスでの殺しを請け負い、成り行きで演劇界に身を投じる殺し屋のバリーを演じる。2018年3月25日にHBOで放送が始まり、2019年3月31日からはシーズン2が放送された。シーズン3は2022年4月24日から放送された。2023年4月16日より、最終シーズンとなるシーズン4が放送された。
日本ではシーズン1はAmazonプライムビデオが一時期配信したのちU-NEXTが2021年4月から独占配信している。シーズン2は2021年5月12日から、シーズン3は2022年8月5日から配信され、シーズン4は2023年9月15日より配信された。

## あらすじ

### シーズン1のあらすじ
バリー・バークマンは中西部クリーブランドに住む、孤独で人生に悩むアフガニスタン帰還兵の元海兵隊員であり、父の友人で元締めのフュークスの紹介で殺し屋を請け負う。チェチェン人のギャングのボスであるパザールの妻の愛人を殺す依頼によりロサンゼルスに向かい、俳優である愛人を追う成り行きで著名な俳優のジーン・クジノーの主催する演技クラスに入り、女優の卵のサリーと恋人になる。やがてバリーはチェチェン人マフィアとボリビア人マフィアの抗争に巻き込まれ、パザールを殺す。右腕だったハンクが組織を継承し、ボリビア人マフィアのボスのクリストバルと協力関係を結ぶ。バリーは殺し屋を辞め、ロスで俳優修業を続けるが、ジーンの恋人のジャニス・モス刑事に疑われ、殺さざるを得ない。

### シーズン2のあらすじ
ビルマ人ギャングがボリビア人ギャングと組んでハンクらチェチェン人ギャングの立場が危うくなる。地位が揺らいだハンクはビルマ人を殺そうとして失敗し、ビルマ人とボリビア人を敵に回す。バリーはモス殺しを隠したまま演技クラスを続ける。モスの失踪を悲しむジーンは生徒たちに実体験を演じさせる。バリーはアフガニスタンでの体験を演じるうち、無実の人々を殺戮した記憶を蘇らせる。サリーは前夫のサムに虐待され、逃げだした実体験を演じようとする。モスの同僚のローチはフュークスを脅してバリーがパザールを殺した証拠をつかみ、脅迫して前妻の愛人ロニーを殺させようとするが、ローチとロニーは相討ちになる。フュークスはバリーがジーンに心酔し暗殺業を辞めようとしていることに怒り、ジーンにモス殺しの罪を着せる。ジーンにはバリーがモスを殺したと打ち明ける。バリーは警察の疑いをチェチェン人に向けてジーンを釈放させる。バリーはジーンを罠にかけたフュークスに激怒して自分を失い、彼が保護を求めたビルマ人の僧院に入り、集まっていたチェチェン人、ボリビア人、ビルマ人のギャングたちのほとんどを殺戮してしまうが、ハンクとフュークスは生き延びる。サリーは実体験とは異なり、サムと対決し打ちのめした演技をするも、人々の称賛を浴びて困惑する。

### シーズン3のあらすじ
ジーンはバリーがモスを殺したことを責める。バリーは償いとしてジーンのために演技の仕事を探すも、過去のジーンの悪行が邪魔をする。バリーを指導したことが評判を呼び、ジーンは演劇を教えるリアリティ番組を始める。フュークスはバリーを恨み、バリーの被害者や死んだ戦友の家族に復讐を促す。ハンクの証言で、フュークスは僧院での殺人容疑で逮捕される。サリーは配信ドラマの主演兼脚本の仕事を得るが、すぐに打ち切りとなる。助手だったナタリーに裏切られ、故郷に帰る。ハンクはクリストバルと密かに恋仲となる。バリーに頼み、チェチェン・マフィアを倒しに来たクリストバルの義父を殺させる。妻に拉致されたクリストバルをボリビアから救出する。ジャニス・モスの父親で元軍人のジムが娘の殺害犯を探し、ジーンと組んでバリーを罠にかけ、警察に逮捕させる。

### シーズン4のあらすじ
バリーは刑務所でフュークスに再会する。FBIにマフィアの情報を提供する代わりに釈放されようとする。これを知ったハンクが殺し屋を刑務所に送り込み、騒ぎに乗じたバリーは脱走する。ジーンはバリーの復讐を恐れて隠れる。バリーとの関係のため女優業が頓挫したサリーはバリーとともに逃げる。チェチェン・マフィアがクリストバルを殺す。
8年後、バリーとサリーは身分を偽って遠い土地に住み、息子ジョンを育てている。二人を題材とした映画の企画が持ち上がり、バリーはコンサルタントとなったジーンを殺して阻止しようとする。出所したフュークスはハンクともめて殺す。ジム・モスと地区検事はジーンがジャニスを殺したと疑い、冤罪に怒ったジーンはバリーを殺し、終身刑となる。数年後、サリーはジョンを育てている。ジーンを悪人、バリーを悲劇の主人公とした映画が作られる。

## 登場人物

### メイン
- バリー・バークマン/ブロック
  - 演 - ビル・ヘイダー
  - 中西部に住むアフガニスタン帰還兵で人生に悩む殺し屋。
- モンロー・フュークス
  - 演 - スティーブン・ルート
  - バリーの父の友人で殺し屋稼業の元締め。
- サリー・リード
  - 演 - サラ・ゴールドバーグ（英語版）
  - LAの女優の卵。
- ゴラン・パザール
  - 演 - グレン・フレシュラー
  - LAのチェチェン人ギャング(S1)
- ノホ・ハンク
  - 演 - アンソニー・キャリガン
  - ゴランの手下
- ジーン・クジノー
  - 演 - ヘンリー・ウィンクラー
  - LAの演劇教師
- メイ・ダン
  - 演 - Sarah Burns
  - LAPDの刑事 (S2-, S3でメイン)
- ジム・モス
  - 演 - ロバート・ウィズダム
  - ジャニスの父親 (S3ではリカーリング)

### リカーリング
- ジャニス・モス
  - 演 - Paula Newsome
  - LAPDの刑事 (S1)
- ジョン・ローチ
  - 演 - John Pirruccello
  - LAPDの刑事、モスの相棒 (S1-S2)
- クリス
  - 演 - クリス・マークエット
  - バリーの戦友 (S1)
- シャロン
  - 演 - Karen David
  - クリスの妻 (S1, S3)
- テイラー
  - 演 - Dale Pavinski
  - バリーの戦友 (S1)
- ヴォーン
  - 演 - Marcus Brown
  - バリーの戦友 (S1)
- クリストバル
  - 演 - マイケル・アービー
  - ボリビア人のギャングのボス
- ナタリー
  - 演 - D'Arcy Carden
  - 演劇クラスの生徒、サリーの友人
- サーシャ・バクスター
  - 演 - Kirby Howell-Baptiste
  - 演劇クラスを受講するイギリス人女性
- エスター
  - 演 - Patricia Fa'asua
  - ビルマ人ギャングのボス(S2)
- リンジー・マンデル
  - 演 - Jessy Hodges
  - サリーの担当エージェント(S2)
- アルバート・グェン
  - 演 - ジェームズ・ヒロユキ・リャオ
  - バリーの海兵隊の元同僚、後にFBI捜査官 (S2-S3)
- レオ・クジノー
  - 演 - Andrew Leeds
  - ジーンの疎遠な息子で有機農家(S2-)
- ダイアン・ヴィラ
  - 演 - エリザベス・パーキンス
  - TVプロデューサー、ストリーミング会社のCEO(S3)
- ケイティ―
  - 演 - エルシー・フィッシャー
  - サリーのドラマに出演する若手女優(S3)
- フェルナンド
  - 演 - ミゲル・サンドバル
  - ボリビア人ギャングの大ボスでクリストバルの義父(S3)
- アニー
  - 演 - ローラ・サン・ジャコモ
  - 舞台監督でジーンの元ガールフレンド(S3)
- トム・ポソロ
  - 演 - フレッド・メラメッド
  - ジーン・クジノーのエージェント (S3)
- トレーシー
  - 演 - ジョリーン・ヴァン・ヴュット
  - テイラーの妹 (S3)
- ロン・オニール
  - 演 - パトリック・フィッシュラー
  - 雑誌「ヴァニティ・フェア」の記者 (S4)

## エピソード
| シーズン | シーズン | 話数 | 話数 | 放送期間      | 放送期間      |
| シーズン | シーズン | 話数 | 話数 | 初回放送      | 最終回放送    |
| -------- | -------- | ---- | ---- | ------------- | ------------- |
|          | 1        | 8    | 8    | 2018年3月25日 | 2018年5月13日 |
|          | 2        | 8    | 8    | 2019年3月31日 | 2019年5月19日 |
|          | 3        | 8    | 8    | 2022年4月24日 | 2022年6月12日 |
|          | 4        | 8    | 8    | 2023年4月16日 | 2023年5月28日 |

### シーズン1のエピソード
| 通算 話数 | シーズン 話数 | タイトル                                                                           | 監督           | 脚本                       | 放送日        | U.S.視聴者数 (百万人) |
| --- | ------------- | ---------------------------------------------------------------------------------- | -------------- | -------------------------- | ------------- | --------------------- |
| 1 | 1             | "己の名を上げろ" "Chapter One: Make Your Mark"                                     | ビル・ヘイダー | Alec Berg & ビル・ヘイダー | 2018年3月25日 | 0.564                 |
| 元海兵隊の殺し屋のバリーは、元締めのフュークスの指示で殺人を請け負うためにロサンゼルスに向かう。依頼者であるチェチェン人ギャングのパザールとその手下のハンクに会い、パザールの妻と不倫関係にあるライアンの殺しを依頼される。ライアンを追ってバリーは演劇クラスに入り込んで即興の演技をする羽目となり、演劇教師のジーンと女優の卵のサリーに会う。バリーとライアンが親しくするところをギャングが目撃する。バリーはジーンに自分の正体を語るが、ジーンはそれを演技だと思い込んで自分のクラスに誘う。バリーはライアンを殺そうとするが、すでに殺されている。ギャングはバリーを殺して口封じをしようとするが、バリーは返り討ちにする。食堂で女優の卵であるウェイトレスに会い、バリーは自分も俳優の卵であるという。 |               |                                                                                    |                |                            |               |                       |
| 2 | 2             | "生かせ" "Chapter Two: Use It"                                                     | ビル・ヘイダー | Alec Berg & ビル・ヘイダー | 2018年4月1日  | 0.641                 |
| 警察はライアン殺人事件を捜査し、ギャングの車から隠しカメラを押収する。バリーとフュークスはギャングに捕らえられ、フュークスは拷問されて、バリーは殺しを引き受けざるを得ない。クラスの生徒たちはライアンの追悼会を開き、全員が役を演じる。サリーはバリーに『ダウト〜あるカトリック学校で〜』を演じるよう頼む。追悼会でライアンの父親の話を聞いたバリーはパニックを覚える。バリーはダウトの演技を断ってサリーを家に送るがセックスは辞退する。尾行していたギャングがサリーの写真を撮る。 |               |                                                                                    |                |                            |               |                       |
| 3 | 3             | "危ない橋を あえて渡れ" "Chapter Three: Make the Unsafe Choice"                    | ビル・ヘイダー | Duffy Boudreau             | 2018年4月8日  | 0.595                 |
| バリーはボリビア人の情報屋パコを殺そうとするが、脅しの銃弾を送ったハンクが配達を待つよう止める。バリーに殺された手下の代わりに、チェチェン人の伝説の暗殺者ストフカが送られてくるが、フュークスとの会話中に自殺する。ライアンの殺人を捜査する警察のモスとローチは演劇クラスの生徒を尋問する。サリーはドラマのオーディションに行き、知り合いの女優が成功したことに嫉妬して泣きだしてしまう。バリーがパコを殺そうとするとき、落ち込んだサリーがバリーを電話で呼ぶ。バリーは狙撃ではなく絞殺でパコを殺し、サリーの家に来て慰め二人はベッドを共にする。 |               |                                                                                    |                |                            |               |                       |
| 4 | 4             | "自分にコミットせよ" "Chapter Four: Commit...To You"                               | Maggie Carey   | Sarah Solemani             | 2018年4月15日 | 0.511                 |
| サリーはバリーをフェイスブックに登録し、バリーは戦友のクリスと連絡を取る。ストフカを失ったパザールはフュークスを開放し、バリーにボリビア人のギャングのアジトを襲わせようとするが、バリーは危険すぎると断る。サリーを誘惑して断られたエージェントは、彼女の担当を辞める。ジーンは捜査情報があると言ってモスをデートに誘う。警察署では、エンジニアが隠しカメラのメモリーの暗号を外し、映像にはバリーのおぼろげな姿が写る。バリーはクラスの生徒のナタリーのパーティーに行く。バリーはクリスをパーティーに呼び、クリスは友人のテイラーとヴォーンを連れてくる。バリーの襲撃ターゲットの書類を見た元海兵隊のテイラーは自分も仲間になりたいという。                                                               |               |                                                                                    |                |                            |               |                       |
| 5 | 5             | "仕事に徹しろ" "Chapter Five: Do Your Job"                                         | ヒロ・ムライ   | Ben Smith                  | 2018年4月22日 | 0.643                 |
| サリーはしばらく距離を置きたいとバリーに言うが、二人は『マクベス』を一緒に演じることになる。モスはバリーに疑いをかけるが、フュークスがアリバイを偽装する。フュークスはバリーに、テイラーと一緒にボリビア人のアジトを襲撃した後でテイラーを殺せという。演劇クラスでジーンは、戦争以外で人を殺すのはサイコだと断じる。その夜、バリーとテイラーはボリビア人のアジトを襲撃し、テイラーはバリーの命を救い、皆殺しにする。翌朝、バリーはテイラーを伴ってフュークスに会う。モスはジーンの家に行く。 |               |                                                                                    |                |                            |               |                       |
| 6 | 6             | "耳で聞き 顔で反応しろ" "Chapter Six: Listen With Your Ears, React With Your Face" | ヒロ・ムライ   | Emily Heller               | 2018年4月29日 | 0.560                 |
| バリー、フュークス、テイラーはボリビア人の麻薬ギャングの飛行機が使う予定の着陸場を視察し、フュークスはテイラーを外せと言う。後にバリーはテイラーに、暗殺の仕事を辞めたいともらし、テイラーはフュークスを殺すべきだと答える。テイラーはアジトから盗んだ多額の現金の半分をバリーのリュックに入れ、バリーは現金を見つけて演劇クラスのトイレに隠す。モスはジーンとの交際が捜査の障害になることを恐れる。バリーに兄弟を殺されたチェチェン人ギャングが復讐のため演劇クラスに来てモスと出くわし、射殺される。モスはトイレから現金を見つける。バリーは一人でボリビア人襲撃をこなすとテイラーにいうが、テイラーはヴォーンとクリスを連れて現れ、バリーとともに着陸場に直行する。だが4人の車は銃撃を受ける。          |               |                                                                                    |                |                            |               |                       |
| 7 | 7             | "最後まで演じ続けろ" "Chapter Seven: Loud, Fast, and Keep Going"                   | Alec Berg      | エリザベス・サーノフ       | 2018年5月6日  | 0.636                 |
| バリーらの乗る車はボリビア人に撃たれて横転し、テイラーとヴォーンは死んでバリーとクリスだけが生き残り、クリスは一人を殺す。バリーはすぐにLAに戻ってリハーサルに出るが上手くいかない。ボリビア人のボスのクリストバルはパザールに電話をして抗争を宣言する。パザールはバリーが死んだと信じ、ハンクに命じてフュークスを殺そうとする。モスは盗聴で襲撃事件を知り、バリーの関与を疑う。クリスは罪の意識に苦しんで自首すると言い張り、バリーは殺さざるを得ない。バリーは動揺したまま舞台に上がるが、強い感情がこもったセリフは観客の心をつかみ、サリーの演技も成功する。 |               |                                                                                    |                |                            |               |                       |
| 8 | 8             | "己の真実を知れ" "Chapter Eight: Know Your Truth"                                  | Alec Berg      | Alec Berg & ビル・ヘイダー | 2018年5月13日 | 0.548                 |
| バリーはフュークスの前に姿を現し、殴って金を奪う。怒ったフュークスはパザールに、バリーが生きており殺すべきだと話す。パザールは手下にフュークスを殺すよう命じる。パザールに叱責されたハンクはバリーに連絡し、バリーはパザールらを殺し、フュークスに金を返してLAから去らせる。ロス市警はパザールらの殺害現場を見てボリビア人の仕業と断じ、ライアンとテイラーを犯罪者ととして発表する。ハンクはボリビア人のギャングと協力関係を始める。バリーは演技クラスに戻り、サリーと付き合い始める。数週間後、ジーンはバリー、サリー、モスを山小屋に招く。モスはバリーを疑い始め、バリーは捜査を止めるよう頼むがモスは拒否する。バリーは発砲し、モスの生死は不明のままとなる。バリーはベッドのサリーのもとに戻る。       |               |                                                                                    |                |                            |               |                       |

### シーズン2のエピソード
| 通算 話数 | シーズン 話数 | タイトル                                                       | 監督           | 脚本                       | 放送日        | U.S.視聴者数 (百万人) |
| --- | ------------- | -------------------------------------------------------------- | -------------- | -------------------------- | ------------- | --------------------- |
| 9 | 1             | "ショーは続く?" "The Show Must Go On, Probably?"               | ヒロ・ムライ   | Alec Berg & ビル・ヘイダー | 2019年3月31日 | 0.532                 |
| ハンクとクリストバルの協力関係は、新たに協力を申し出たビルマ人のギャングのエスターによって危うくなる。さらにハンクはパザール暗殺犯を殺しそこなった件でチェチェンの自分のファミリーに狙われる。ハンクはエスターをパザール暗殺犯に仕立て上げて殺すようバリーに頼む。警察はモスの失踪の捜査に行き詰まり、ジーンは落ち込む。ジーンは舞台の上演を取りやめ、演劇クラスを閉じるつもりだと言う。バリーは海兵隊時代に初めて人を殺した体験を語ってジーンを引き留める。クリーブランドでは、フュークスが暗殺業務で失敗して逮捕される。ローチはフュークスのDNAがパザールの殺人現場で発見された歯と一致することを知り、そこからバリーにたどり着き、隠しカメラの映像に現れる男だと確信する。 |               |                                                                |                |                            |               |                       |
| 10 | 2             | "断る力" "The Power of No"                                     | ヒロ・ムライ   | Taofik Kolade              | 2019年4月7日  | 0.424                 |
| ジーンは演劇クラスの生徒たちに自分自身の実体験を演じるよう求める。サリーは映像作品の端役に失望するが、エージェントのリンジーは大役が来るまで我慢するよう言う。ジーンは疎遠だった息子レオに会いに行くも拒否される。サリーは失敗した結婚のことを演じるようジーンに求められる。バリーは初めて人を殺した経験を演じるよう求められる。ローチはクリーブランドに行ってフュークスに会い、モス殺しをバリーに自白させる罠の手伝いをさせる。バリーはビルマ人の僧院でエスターを殺そうとして思いとどまり、僧たちに追われて逃げ出す。バリーはロスに来たフュークスに出くわし、それをローチが監視カメラから見守る。 |               |                                                                |                |                            |               |                       |
| 11 | 3             | "過去=現在x未来÷昨日" "Past = Present x Future Over Yesterday" | Minkie Spiro   | Jason Kim                  | 2019年4月14日 | 1.78                  |
| 暗殺されかけたエスターは僧たちと僧院からクリストバルのアジトに移り住み、ハンクらチェチェン人たちはコンテナに追い出される。怒ったハンクは暗殺に失敗したバリーをアパートで狙撃しようとして失敗する。バリーは反撃し、ハンクを殺そうとするが思いとどまり、エスターを暗殺できるようチェチェン人たちの戦闘訓練を申し出る。サリーは前夫サムと対決した夜の記憶を呼び起こすため、友人に連絡を取る。バリーは初めて人を殺した経験ではなく、アフガニスタンで戦友を救った経験を演じることにする。ローチに盗聴器をつけられたフュークスがバリーに会いに来るが、バリーはモス殺しを語らず二人の間の愛情を確かめ合う。バリーはクラスの前で演じるが、プロットはブレイブハートに向かって脱線する。バリーはサリーの前夫サム役を演じるも、彼女を傷つける演技を躊躇する。外に出た二人の前に、サムが現れる。                                                                                           |               |                                                                |                |                            |               |                       |
| 12 | 4             | "何だと?" "What?!"                                             | Liza Johnson   | Duffy Boudreau             | 2019年4月21日 | 1.94                  |
| レオがジーンを訪ねて和解に歩み寄る。サリーはバリーに、サムと対決したのは嘘であり、実は逃げだしたことを告白する。サムはサリーの演技の練習を見に来て、バリーの前でサリーを侮辱する。サムはサリーをホテルの部屋に呼び、自分が出る舞台を止めるよう脅す。怒りを抑えられなくなったバリーはサムを殺すためにホテルに来て、あやうくサリーを撃ちそうになる。バリーは動揺してジーンを訪ね、アフガニスタンで戦友が撃たれた後に無実の市民を殺したことを告白する。気が軽くなったバリーはフュークスのホテルに来てモス殺しをしゃべり、ローチに録音されてしまう。だがローチはバリーを逮捕せず、元妻の恋人ロニーを殺すよう脅迫する。 |               |                                                                |                |                            |               |                       |
| 13 | 5             | "ロニーとリリー" "ronny/lily"                                  | ビル・ヘイダー | Alec Berg & ビル・ヘイダー | 2019年4月28日 | 2.03                  |
| バリーはロニーの家に忍び込み、殺さずにシカゴに逃がそうとする。だがテコンドーの達人であるロニーは反撃し、激しい格闘の末に気道が潰れて倒れる。ロニーの娘のリリーが帰宅し、野獣のごとき動きを見せてバリーを刺して逃げる。フュークスはバリーを病院に連れて行かず、ドラッグストアで買い物をして自分で手当てする。目撃者であるリリーを殺そうとして近所を探すが、リリーは木から家の屋根に乗り移って逃げ、バリーはリリー殺しを拒否する。バリーの傷が開いてフュークスが瞬間接着剤で処置したところにリリーが車に侵入してフュークスの顔にかみつき、フュークスは思わず両手を車のハンドルに接着してしまい、リリーは逃げる。フュークスの手をハンドルから離し、顔を治療するためにドラッグストアに行くと、生きていたロニーがバリーを襲撃して騒ぎとなり、警察が呼ばれる。ローチはロニーを撃つが、蹴り殺される。多数の警察官が現場に来てロニーを射殺する。バリーはフュークスの車に乗って逃げる。 |               |                                                                |                |                            |               |                       |
| 14 | 6             | "真実はいい響き" "The Truth Has a Ring to It"                  | Alec Berg      | Emily Heller               | 2019年5月5日  | 1.99                  |
| バリーは自分を盗聴させたフュークスに怒り、暗殺の仕事と手を切って去る。サリーの舞台の練習ではモス殺しの体験を生かしてサムを暴力的に演じ成功する。サリーのエージェントのリンジーもこれを見る。ヘロインの入荷が近づき、ハンクはバリーの訓練したチェチェン人たちを連れてエスターらを襲う。だが手下の一人の裏切りで捕らえられる。フュークスはジーンとの仲を裂いてバリーを翻意させるため、モスの死体を探す。 |               |                                                                |                |                            |               |                       |
| 15 | 7             | "オーディション" "The Audition"                                | Alec Berg      | エリザベス・サーノフ       | 2019年5月12日 | 1.87                  |
| サリーは虐待された妻が夫に復讐するドラマの役をオファーされ、自分の境遇に酷似しているため断る。エージェント会社について行ったバリーは身長が合致するために映画の役のオーディションをオファーされ、サリーはバリーに嫉妬する。ジーンはバリーを指導する。リンジーはサリーら演技クラスの生徒が大きな劇場で演技できるよう取り計らう。チェチェン人たちはバスごと焼き殺されそうになるが、脱出してボリビア人及びビルマ人と銃撃戦になり、頼りがいのないハンクを見捨てる。フュークスは私立探偵と偽ってジーンを彼の山小屋に連れ出す。これを知ったバリーはオーディションを途中で抜け出して山小屋に向かう。フュークスはバリーが自分を失っていたとジーンに聞いて激怒し、ジーンにモスの遺体を見せ、ジーンのふりをしてモスを殺したと警察に電話する。 |               |                                                                |                |                            |               |                       |
| 16 | 8             | "バークマン>ブロック" "berkman ﹥ block"                       | ビル・ヘイダー | Alec Berg & ビル・ヘイダー | 2019年5月19日 | 2.21                  |
| フュークスはジーンを殺そうとして果たせず逃げる。バリーとジーンは逮捕されるがバリーはすぐ釈放され、ジーンはモス殺しの容疑者として拘留される。サリーは大きな劇場でバリーをサム役として、夫から逃げた実体験を演じようとするが、動揺してサムを圧倒した演技をしてしまい、人々の称賛を勝ち得る。ハンクとチェチェン人はビルマ人の僧院に入る。バリーに殺すと脅されたフュークスも保護を求めて僧院に入り、襲ってきたボリビア人およびビルマ人とチェチェン人との講和を仲介する。警察はバリーが仕込んだチェチェン人のバッジをモスの遺体のそばで発見し、疑惑の晴れたジーンを釈放し、レオが迎える。バリーはフュークスを追って僧院に入り、自分を失ったままギャングのほぼ全員を殺戮してしまうがフュークスには逃げられる。ハンクの後任バティールが僧院に来て、生き延びたハンクに会う。のちにジーンは、バリーがモスを殺したとフュークスに囁かれたことを思い出す。                                 |               |                                                                |                |                            |               |                       |

### シーズン3のエピソード
| 通算 話数 | シーズン 話数 | タイトル                                | 監督           | 脚本                       | 放送日        | U.S.視聴者数 (百万人) |
| --- | ------------- | --------------------------------------- | -------------- | -------------------------- | ------------- | --------------------- |
| 17 | 1             | "ジェフを許す" "forgiving jeff"         | ビル・ヘイダー | Alec Berg & ビル・ヘイダー | 2022年4月24日 | 0.249                 |
| 鬱に苦しむバリーは闇サイトで暗殺の仕事を引き受けながら演技のオーディションを受ける。サリーは虐待された少女を描くドラマシリーズ『ジョプリン』の脚本兼主演で忙しくし、ナタリーが助手となっている。ハンクはモス殺しと修道院での大量殺人でLAPDのメイ・ダン刑事の取り調べを受け、フュークスを犯人だと名指しする。フュークスはバリーを恐れチェチェンに隠れ住む。ハンクはクリストバルと恋愛関係になっている。ジーンはバリーに会い、銃を突き付けてモス殺しを責めようとするが、銃は壊れる。バリーはジーンを郊外に連れて行って殺そうとするも、変心してジーンを車のトランクに入れる。 |               |                                         |                |                            |               |                       |
| 18 | 2             | "レモネード" "limonada"                 | ビル・ヘイダー | Alec Berg & ビル・ヘイダー | 2022年5月1日  | 0.294                 |
| バリーはジーンに仕事を探して償おうと考え、役を探して回る。サリーに断られてスタジオで怒鳴り散らす。ほかにもあたるが、ジーンの悪評が邪魔をする。ようやく人気ドラマ『人間の法』で自分とジーンの役を見つけるも、ジーンに逃げられる。息子のレオの家で待ち受け、役を受けないと息子と孫を殺すと脅す。サリーは類似のドラマに対抗するために、『ジョプリン』の製作を早めなければならない。クリストバルの妻の父でボリビアのマフィアの大ボスのフェルナンドが精鋭部隊を率いてやって来てチェチェン・マフィアを皆殺しにしようとする。クリストバルはハンクに内通して救い、ハンクを守るために別れる。 |               |                                         |                |                            |               |                       |
| 19 | 3             | "ベン・メンデルソーン" "ben mendelsohn" | Alec Berg      | Emma Barrie                | 2022年5月8日  | 0.299                 |
| アジトがボリビア人マフィアに襲われたために、チェチェン人マフィアはクリストバル襲撃を求める。クリストバルはフュークスをチェチェンから呼び戻して解決しようとするも、バリーを恐れるフュークスは拒否する。手下がクリストバルの家を攻撃するために爆弾を買い、ハンクはバリーに依頼する。サリーは『ジョプリン』のプレス・ツアーをこなす。共演女優のケイティ―はバリーを怖がる。バリーとジーンは『人間の法』の撮影に参加するも、ジーンはバリーへの怒りを抑えられない。フュークスは電話でバリーに謝罪するも受け入れられず、復讐を考え始める。 |               |                                         |                |                            |               |                       |
| 20 | 4             | "ソースを全種類" "all the sauces"       | Alec Berg      | Jason Kim                  | 2022年5月15日 | 0.270                 |
| フュークスはアメリカに戻り、バリーの殺した相手の遺族の母子を訪ねてバリーの住所を教える。母子はバリーを殺すために銃を買う。バリーはクリストバルの家に爆弾を仕掛けるも起爆アプリに不具合が起きる。帰宅したクリストバルは、ハンクとの関係を知ったフェルナンドに責められて逃げる。起爆アプリが作動してボリビア人ギャングは殺され、バリーは生き延びたクリストバルをハンクのもとに連れて行き、支払いを受ける。ジーンはバリーを恐れて家族とLAから逃げようとするも、元軍人のバリーに演技を教えて鬱から救ったという記事が評判になる。ケイティ―は、サリーとバリーの関係が虐待だと警告する。バリーはハンクからもらった金をジーンに渡し、二度と目の前に現れないと語る。『ジョプリン』のプレミアを終えたサリーに会い、別れを告げられる。                                          |               |                                         |                |                            |               |                       |
| 21 | 5             | "時間のムダ" "crazytimesh*tshow"        | Alec Berg      | Emily Heller               | 2022年5月22日 | 0.257                 |
| バリーの海兵隊での同僚でFBI捜査官となったアルバート・グェンがモス殺しの捜査対象をバリーに向ける。クリストバルの妻エレナがボリビアからやってきてチェチェン人マフィアのアジトを襲い、ハンクの家からクリストバルを拉致する。ジーンはジョー・マンテーニャのパーティーに出て過去の悪行を謝罪するが、元ガールフレンドのアニーに非難される。『ジョプリン』はアルゴリズムにより視聴者層に合わないと判断されて打ち切られる。バリーはストリーミング会社のCEOを心理的に追い詰める話をしてサリーに追い出される。バリーを狙う遺族の母子は銃を暴発させて息子が怪我をする。 |               |                                         |                |                            |               |                       |
| 22 | 6             | "710号線" "710N"                        | ビル・ヘイダー | Duffy Boudreau             | 2022年5月29日 | 0.210                 |
| フュークスはバリーの死んだ戦友テイラーの妹トレーシーに、バリーへの復讐をさせようとし、仲間のバイク・ギャングに撃たれる。フュークスは親切な家族に手当てを受けるが、トラックを盗んで立ち去り、ジャニス・モスの父親ジムに連絡する。サリーは別のシリーズの共同脚本の申し出を受ける。ジーンのエージェントは演劇を教えるリアリティ番組の仕事を持ってきて、ジーンはアニーに報酬を全額与えることにする。アルバート捜査官はフェルナンドを殺したのがバリーだと疑い、クリスの未亡人シャロンを訪ねる。シャロンはバリーをディナーに招く。バリーはトレーシーの仲間に襲われ、バイクを盗んで逃げる。フュークスにバリーへの復讐を吹き込まれていたシャロンはバリーの食事に毒を盛る。                                                                                                   |               |                                         |                |                            |               |                       |
| 23 | 7             | "臆病者ども" "candy asses"              | ビル・ヘイダー | Liz Sarnoff                | 2022年6月5日  | 0.261                 |
| シャロンは家から逃げ、毒を盛られたバリーは殺した相手たちの幻夢を見る。バリーが殺したライアンの父親がバリーを見つけ、殺そうとするも思いとどまり、バリーを病院に運んだ後に自殺する。ハンクはボリビアに行きクリストバルを探すが、チェチェン・マフィアの手下たちと同じ牢に捕らえられる。サリーは共同脚本の仕事に就く。ナタリーが『ジョプリン』そっくりのドラマの主役になったことに怒って詰め寄り、その動画が公開されて仕事を失う。フュークスはジャニス・モス刑事の父親ジム・モスに会い、警察に連れて行かれて逮捕される。警察はフュークスがモス殺しの犯人だと考えるが、アルバート捜査官はフュークスがバリーの元締めであり、戦友クリスの死をもたらしたと聞きだす。ジーンの番組が始まり、アニーが監督となる。ジム・モスはジーンに会うも、バリーは犯人ではないと答えられる。 |               |                                         |                |                            |               |                       |
| 24 | 8             | "今 この時から" "starting now"          | ビル・ヘイダー | Alec Berg & ビル・ヘイダー | 2022年6月12日 | 0.221                 |
| ジム・モスはジーンを尋問する。サリーはバリーに、ナタリーを心理的に追い詰めるよう頼む。バイク・ギャングの生き残りがバリーとサリーを襲うも、サリーは逆襲して返り討ちにする。ボリビアでは、ハンクの手下たちが牢で猛獣に襲われ、ハンクは逃げ出してエレナを殺し、クリストバルを救出する。アルバートは死体を埋めるバリーを見つけるも、かつて命を救われたことに免じて見逃し、暗殺を止めるよう願う。サリーはLAを離れて故郷に帰る。バリーはジム・モスとジーンが仕掛けた罠にはまり、警察に逮捕される。 |               |                                         |                |                            |               |                       |

1. ↑  S1E1

### シーズン4のエピソード
| 通算 話数 | シーズン 話数 | タイトル                                    | 監督           | 脚本                 | 放送日        | U.S.視聴者数 (百万人) |
| --- | ------------- | ------------------------------------------- | -------------- | -------------------- | ------------- | --------------------- |
| 25 | 1             | "大変な事態" "yikes"                        | ビル・ヘイダー | ビル・ヘイダー       | 2023年4月16日 | 0.274                 |
| フュークスは刑務所で見かけたバリーを恐れ、FBIと取引をして盗聴器をつけバリーから自白を引き出そうとする。バリーは親切な看守を挑発して暴行され、フュークスは盗聴器を外してバリーに詫びる。ジーンはバリーの逮捕で有名となり、「ヴァニティ・フェア」の記者ロン・オニールの取材を受ける。サリーは実家に帰ってバリーの逮捕を知って動揺し、母親と衝突する。サンタフェに滞在するハンクとクリストバルは建設用の砂のビジネスを企画する。 |               |                                             |                |                      |               |                       |
| 26 | 2             | "世界一の場所" "bestest place on the earth" | ビル・ヘイダー | Nicky Hirsch         | 2023年4月16日 | 0.216                 |
| フュークスはFBIとの取引を止め、刑務所内のギャングを集めて自分たちを守らせる。バリーはチェチェン人マフィアやボリビア人マフィアの情報をFBIに売る代わりに特別室に移る。サリーはナタリーへの暴言の映像がSNSで炎上し、バリーとの関係が明らかになったためにもう演技の仕事は無理だとエージェントに告げられる。ジーンはバリーとの関係を一人芝居にして念入りに記者ロン・オニールに見せる。クリストバルは敵対し合うギャングを和解させ、砂のビジネスに誘う。ハンクはバリーを脱獄させようとするが、フュークスにバリーがFBIと取引して自分たちを売っていると聞かされてバリーを殺すことに決める。 |               |                                             |                |                      |               |                       |
| 27 | 3             | "あなたはかわいい" "you're charming"        | ビル・ヘイダー | Emma Barrie          | 2023年4月23日 | 0.208                 |
| ハンクとクリストバルは殺し屋を雇ってバリーを狙わせる。チェチェン・マフィアは砂のビジネスは恥だとして、手を引いて他のギャングを殺せとハンクを脅す。バリーはFBIへの情報提供と引き換えに、釈放されサリーとともに証人保護プログラムの対象となる準備をする。ジーンは釈放された後のバリーの復讐を恐れ始める。オニールがバリーと面会してジーンが積極的に記事の取材に応じたことを話し、バリーは激怒する。バリーはハンクにジーン暗殺を頼むが拒否される。オニールはジム・モスを取材するが、脅されて沈黙し記事の公表を止める。ジムはジーンが隔離されなければならないと言う。バリーに対して怒っていたフュークスは気が変わってバリーが暗殺の危険にあると看守に話すも無視される。証人保護プログラムの担当者がバリーと面会に来るも、殺し屋が襲ってバリー以外を皆殺しにする。バリーは脱走する。サリーは演劇クラスの教師になり、ジーンの攻撃的な教授方法をまねたために生徒たちは怒って去るが、クリステン一人だけが残る。 |               |                                             |                |                      |               |                       |
| 28 | 4             | "サイコパス" "it takes a psycho"            | ビル・ヘイダー | Taofik Kolade        | 2023年4月30日 | 0.303                 |
| フュークスはバリーの暗殺未遂と脱走を知っていたと疑われて看守に拷問される。ジーンは山小屋でオニールから隔離されるが、バリーの脱走を知ってパラノイアとなり、訪れた息子のレオを撃ってしまう。ハンクはチェチェンマフィアに脅されてギャングたちを砂に埋めて殺す。クリストバルは衝撃を受けてハンクと別れるも、チェチェンマフィアに殺される。サリーは映画の撮影現場で動揺したクリステンを指導し、自ら役に色気を見せるも果たせない。ジム・モスはバリーへの復讐のためサリーの家を見張る。サリーの家の中ではバリーが待ち受ける。数年後、遠い土地でバリーとサリーが息子と暮らす。 |               |                                             |                |                      |               |                       |
| 29 | 5             | "偉人には裏がある" "tricky legacies"        | ビル・ヘイダー | ビル・ヘイダー       | 2023年5月7日  | 0.279                 |
| バリーとサリーの逃亡から8年がたち、二人は名前を偽って遠い土地で暮らし、他人とは付き合いを断って息子のジョンを育てる。ジョンが興味を持ったため、バリーは軍隊時代のことを教える。バリーは宗教心に目覚める。サリーは鬱屈を抱え、言い寄って来た同僚の首を絞める。外国で暮らしていたジーンがハリウッドのスタジオに現れ、バリーとサリーを題材とする映画のコンサルタントとなる。これを知ったバリーはジーンを殺すと言う。 |               |                                             |                |                      |               |                       |
| 30 | 6             | "達人" "the wizard"                         | ビル・ヘイダー | Duffy Boudreau       | 2023年5月14日 | 0.232                 |
| ギャングの首領となったフュークスは刑務所を出て、大会社ノホバルの経営者となっているハンクに会う。手下たちが会社の警備の仕事をすることと引き換えに、最高の家と行方不明のバリーの捜索を要求する。しかしフュークスが、ハンクがクリストバルを殺したと褒めたとき、ハンクは激怒して取引を打ち切る。ジーンは8年ぶりにイスラエルから帰国したのは、バリーの映画を阻止するためだと地区検事に語る。8年前に誤射してしまった息子のレオと孫に会う。バリーはサリーの反対を押し切って、ジーンをし映画を阻止するためにロサンゼルスに来る。残されたサリーは家が襲われる妄想にとりつかれる。バリーはジーンを殺そうとするも、ジョンとさして年の違わない孫の姿を見て思いとどまる。夜、再びジーンを殺そうと家に侵入すると、ジム・モスに捕らえられ拘束される。 |               |                                             |                |                      |               |                       |
| 31 | 7             | "うまい食事" "a nice meal"                  | ビル・ヘイダー | エリザベス・サーノフ | 2023年5月21日 | 0.237                 |
| ハンクはフュークスを殺そうとするも失敗する。今度はバリーをフュークスに渡すため、ジーンを誘拐しようとする。サリーはジョンとロサンゼルスに来て、ジーンの家に来る。二人はジーンの代わりにハンクの手下に誘拐される。ジム・モスはバリーを捕らえて尋問し、バリーがジーンに25万ドルを渡したことを知る。ジム、レオ、地区検事はジーンがチェチェン・マフィアとつながり、ジャニス・モスを殺してバリーに罪を着せたと疑う。バリーは逃げるもハンクからの電話を受け、家族を殺されたくなければノホバル社に来るよう命令される。 |               |                                             |                |                      |               |                       |
| 32 | 8             | "マジか" "wow"                              | ビル・ヘイダー | ビル・ヘイダー       | 2023年5月28日 | 0.234                 |
| サリーは自分たちが逃亡者であるとジョンに告白する。ハンクからの知らせで、フュークスと手下はノホバル社に来る。クリストバルを殺したことを認めれば立ち去るとハンクに持ちかけるが拒否され、銃撃戦が始まりハンクは死に、フュークス、サリー、ジョンは生き残る。バリーがノホバル社に来る。フュークスはバリーに家族を連れて立ち去ることを許す。ジム・モスと地区検事は記者会見を開き、ジーンをジャニスの殺人容疑で告発する。サリーはバリーに自首を求めるが、バリーは生き残ったことで神に赦されたと断る。サリーはジョンと去り、バリーは二人を探してジーンの家に来る。ジーンのエージェントと話し自首する気になるが、嵌められたと激怒するジーンがバリーを射殺する。数年後、偽装を解いたサリーは高校の演劇教師となり、ジョンは父と母を描いた映画「仮面のコレクター」を見る。映画はジーンを悪人として、バリーを悲劇の主人公として描く。ジーンは終身刑で服役し、バリーは名誉の軍葬を受け国立墓地に眠っている。          |               |                                             |                |                      |               |                       |

## 製作

### 企画
2016年1月11日、HBOがパイロットを発注し、ビル・ヘイダーが監督をするとともに、Alec Bergとともに脚本を製作総指揮を担当すると報じられた。2016年6月2日、HBOがシリーズを発注したと報じられた。2018年4月12日、HBOがシーズン2を発注したと報じられた。

### 撮影
2017年にロサンゼルスでシーズン1が撮影された。

## 受賞
『バリー』は第70回のプライムタイム・エミー賞で主演男優賞コメディ部門と助演男優賞コメディ部門を得た。第71回プライムタイム・エミー賞でも主演男優賞コメディ部門を受賞した。第75回プライムタイム・エミー賞クリエイティブ・アーツ部門ではコメディシリーズ/バラエティ番組スタント・コーディネーション賞を受賞した。